# Метеор (футбольный клуб, Москва)
Метеор — советский футбольный клуб из Москвы. Основан не позднее 1968 года.

## Достижения
- Во второй лиге СССР — 15 место (в зональном турнире РСФСР класса «Б» 1969 год).

## Результаты выступлений
| Сезон     | Турнир                                       | Достижение |
| --------- | -------------------------------------------- | ---------- |
| 1968      | Чемпионат Москвы, 2 группа                   | ?-е место  |
| 1969      | Чемпионат СССР 1969, класс «Б», 7 зона РСФСР | 15-е место |
| 1969      | Чемпионат Москвы, 1 группа                   | 15-е место |
| 1972      | Чемпионат Москвы, 2 группа                   | ?-е место  |
| 1974-1975 | Чемпионат Москвы, 2 группа                   | ?-е место  |
| 1976      | Чемпионат Москвы, 3 группа                   | ?-е место  |
| 1977      | Чемпионат Москвы, 2 группа                   | ?-е место  |
| 1980-1984 | Чемпионат Москвы, 2 группа                   | ?-е место  |
| 1985      | Чемпионат Москвы, 3 группа                   | ?-е место  |
| 1986-1987 | Чемпионат Москвы, 2 группа                   | ?-е место  |
| 1988      | Чемпионат Москвы, 3 группа                   | ?-е место  |
| 1989      | Чемпионат Москвы, 2 группа                   | ?-е место  |